# Холмс (озеро)
Холмс (англ. Holmes Lake) — канадское озеро, расположенное в графстве Нортамберленд, провинция Нью-Брансуик. Находится на расстоянии 31,1 мили от деревни Стэнли.
Холмс — одно из нескольких озёр, формирующих истоки реки Литл-Саутуэст-Мирамиши. Получило своё название в 1884 году в честь лесоруба, работавшего в тех местах.
Это озеро долгое время было личным местом рыбалки нью-йоркской семьи Пратт. После того, как легендарный проводник Генри А. Бретуэйт (англ. Henry A. Braithwaite) ознакомил его с этим регионом, Джордж Дюпон Пратт в 1909 году построил из дерева бивак около озера. Впоследствии эти строения перешли во владение Шермана Пратта, соучредителя парка «Флоридский Маринленд». Рыбалка ведётся на этом озере и поныне.
Права на владение и рыбную ловлю в этом озере и верховьях реки Литл-Саутуэст-Мирамиши были получены семьёй Пратт от провинциального правительства. Вышеупомянутый Шерман Пратт также был известен как основатель клуба для мальчиков «Гренвилл-Бейкер-Бойз» (в Долине Локаст, Нью-Йорк), и ввиду своего увлечения подобной деятельностью бивак семьи Праттов он превратил в летний лагерь, который ежегодно посещало порядка тридцати мальчиков.